# МагнитФест
«МагнитФест» — Уральский конвент, ежегодный фестиваль любителей ролевых игр, собирающий участников со всего Уральского округа, а также стран ближнего зарубежья, и проходящий в городе Магнитогорск. Проводится в конце ноября, начале декабря с 2005 года. Продолжительность конвента два дня. Входит в кольцо конвентов с 2008 года.

## История
История Магнитфеста начинается с декабря 2005 года. Впервые он был организован ролевым клубом ЗОВ (Замок Осенних Ветров) совместно с клубом МИФ. Все последующие года организаций мероприятия клуб ЗОВ занимался самостоятельно.

## Постоянные мероприятия

### Спектакли и театрализованные презентации ролевых игр
Ежегодно открытие проходит в форме театрализированного представления, стилизированного под тематику фестиваля. Тематика меняется каждый год.

### Турнирный блок
- Ножевой турнир.
- Турнир по историческому фехтованию (разыгрывается кубок Магнитфеста).
- Турник рогатки.
- Турнир Пластик Классика
- ППЗ (Пластик Полная Зона)
- Техногенный турнир
- Трактирные забавы
- Что? Где? Когда?

### Арт-Блок
- Конкурс образа

Одно из самых посещаемых мероприятий. Любой желающий имеет возможность презентовать определенный образ. Квалифицированные судьи, приглашенные из сторонних учреждений, проводят отбор и определяют победителя.
Самый масштабный конкурс образа прошел в 2010 году, когда на суд жюри было представлено более 20 различных номеров.
- Боди-Арт
- Музыкальный конкурс
- Конкурс изобразительного искусства
- Фото конкурсы
- Кино конкурсы
- Файер-шоу

### Театральные постановки
За время проведения МагнитФеста на его сцене было представлено несколько пьес.
- Сказ про браслет или про дамский секрет (по мотивам книги А.Дюма "Три мушкетера" авт. Гладкая Ю.)
- Камелотские страсти (авт. Гладкая Ю)
- Сказка о Ямайке, о славном могучем начальнике порта и о пирате Воробье (авт. Гладкая Ю.)
- Свинопас (интерпретация спектакля-концерта в 2-х действиях по мотивам сказки Ханса Кристиана Андерсена “Свинопас” группы Зимовье Зверей.)

### Концерты
- Рустем Якупов (Руст) бард г. Уфа
- Silver Arrow г. Уфа
- группа Зираэль
- группа BAKA NEKO

### Балы, маскарады, дискотеки
Ежегодно на фестивале в первый вечер проводится исторический бал, стилизированный под определенную эпоху. После него следуют тематические вечеринки, напр.: дискотека 90-х, гангстерская вечеринка и пр.

### Секция карточных игр
Среди карточных игр наибольшее распространение на фестивале получили турниры по Зельеварению, MTG, Берсерку, Манчкин.

### Ярмарка
На ярмарке-продаже представлены изделия ручной работы мастеров различных городов: бижутерия, изделия из кожи и металлов.